# Curaçaos voetbalelftal in 2017
Het Curaçaos voetbalelftal speelde in totaal negen officiële interlands in het jaar 2017, waaronder twee wedstrijden voor de Caribbean Cup 2017 en drie voor de CONCACAF Gold Cup 2017. De selectie onder leiding van Remko Bicentini wist met de Caribbean Cup haar eerste prijs in de historie te winnen. Op de Gold Cup lag Curaçao er na drie wedstrijden uit nadat er drie keer werd verloren. Op de in 1993 geïntroduceerde FIFA-wereldranglijst daalde Curaçao in 2017 van de 75ste (januari 2017) naar de 83ste plaats (december 2017).

## Balans
| Wedstrijden | Wedstrijden | Wedstrijden | Wedstrijden | Doelpunten | Doelpunten | Doelpunten | Punten |
| Gespeeld    | Winst       | Gelijk      | Verlies     | Voor       | Tegen      | Saldo      | Punten |
| ----------- | ----------- | ----------- | ----------- | ---------- | ---------- | ---------- | ------ |
| 9           | 3           | 2           | 4           | 8          | 12         | – 4        | 0.889  |

## Interlands
|                                                                      |                            |                  |                    |                                                                                                   |
| 22 maart Vriendschappelijk № 45 «onderlinge duels» 20:00 uur (UTC−4) | Curaçao                    | 1 – 1            | El Salvador        | Stadion dr. Antoine Maduro, Willemstad Toeschouwers: 2.600 Scheidsrechter: Ricangel de Leça (ARU) |
| 22 maart Vriendschappelijk № 45 «onderlinge duels» 20:00 uur (UTC−4) | Felitciano Zschusschen 74' | Wedstrijdverslag | 90' Rodolfo Zelaya | Stadion dr. Antoine Maduro, Willemstad Toeschouwers: 2.600 Scheidsrechter: Ricangel de Leça (ARU) |

|                                                                     |                                               |                  |                   |                                                                            |
| 13 juni Vriendschappelijk № 46 «onderlinge duels» 19:30 uur (UTC−5) | Canada                                        | 2 – 1            | Curaçao           | Stade Saputo, Montreal Toeschouwers: 6.026 Scheidsrechter: Ted Unkel (USA) |
| 13 juni Vriendschappelijk № 46 «onderlinge duels» 19:30 uur (UTC−5) | Manjrekar James 45' Anthony Jackson-Hamel 87' | Wedstrijdverslag | 43' Rangelo Janga | Stade Saputo, Montreal Toeschouwers: 6.026 Scheidsrechter: Ted Unkel (USA) |

|                                                                     |                  |       |           | |
| 17 juni Vriendschappelijk № 47 «onderlinge duels» 20:00 uur (UTC−4) | Curaçao          | 0 – 0 | Nicaragua | Stadion dr. Antoine Maduro, Willemstad Toeschouwers: onbekend Scheidsrechter: Johannes Dolaini (SUR) |
| 17 juni Vriendschappelijk № 47 «onderlinge duels» 20:00 uur (UTC−4) | Wedstrijdverslag |       |           | Stadion dr. Antoine Maduro, Willemstad Toeschouwers: onbekend Scheidsrechter: Johannes Dolaini (SUR) |

|                                                                                   |                                                |                  |                  |                                                                                                |
| 22 juni Caribbean Cup 2017 Halve finale № 48 «onderlinge duels» 20:30 uur (UTC−4) | Curaçao                                        | 2 – 1            | Martinique       | Stade Pierre-Aliker, Fort-de-France Toeschouwers: 5.500 Scheidsrechter: Ricangel de Leça (ARU) |
| 22 juni Caribbean Cup 2017 Halve finale № 48 «onderlinge duels» 20:30 uur (UTC−4) | Gevaro Nepomuceno 57' (pen.) Rangelo Janga 76' | Wedstrijdverslag | 17' Yoann Arquin | Stade Pierre-Aliker, Fort-de-France Toeschouwers: 5.500 Scheidsrechter: Ricangel de Leça (ARU) |

|                                                                             |                      |                  |                     |                                                                                                   |
| 25 juni Caribbean Cup 2017 Finale № 49 «onderlinge duels» 19:30 uur (UTC−4) | Jamaica              | 1 – 2            | Curaçao             | Stade Pierre-Aliker, Fort-de-France Toeschouwers: onbekend Scheidsrechter: Michel Rodriguez (CUB) |
| 25 juni Caribbean Cup 2017 Finale № 49 «onderlinge duels» 19:30 uur (UTC−4) | Rosario Harriott 82' | Wedstrijdverslag | 10', 83' Elson Hooi | Stade Pierre-Aliker, Fort-de-France Toeschouwers: onbekend Scheidsrechter: Michel Rodriguez (CUB) |

|                                                                                 |         |                  |                                          |                                                                                          |
| 9 juli CONCACAF Gold Cup 2017 Groep C № 50 «onderlinge duels» 16:00 uur (UTC−7) | Curaçao | 0 – 2            | Jamaica                                  | Qualcomm Stadium, San Diego Toeschouwers: 53.133 Scheidsrechter: Armando Villareal (USA) |
| 9 juli CONCACAF Gold Cup 2017 Groep C № 50 «onderlinge duels» 16:00 uur (UTC−7) |         | Wedstrijdverslag | 58' Romario Williams 73' Darren Mattocks | Qualcomm Stadium, San Diego Toeschouwers: 53.133 Scheidsrechter: Armando Villareal (USA) |

|                                                                                  |                                     |                  |         | |
| 13 juli CONCACAF Gold Cup 2017 Groep C № 51 «onderlinge duels» 18:00 uur (UTC−6) | El Salvador                         | 2 – 0            | Curaçao | Sports Authority Field at Mile High, Denver Toeschouwers: 49.121 Scheidsrechter: Héctor Rodríguez (HON) |
| 13 juli CONCACAF Gold Cup 2017 Groep C № 51 «onderlinge duels» 18:00 uur (UTC−6) | Gerson Mayen 21' Rodolfo Zelaya 24' | Wedstrijdverslag |         | Sports Authority Field at Mile High, Denver Toeschouwers: 49.121 Scheidsrechter: Héctor Rodríguez (HON) |

|                                                                                  |         |                  |                                         |                                                                               |
| 16 juli CONCACAF Gold Cup 2017 Groep C № 52 «onderlinge duels» 19:00 uur (UTC−5) | Curaçao | 0 – 2            | Mexico                                  | Alamodome, San Antonio Toeschouwers: 44.232 Scheidsrechter: Kimbel Ward (SKN) |
| 16 juli CONCACAF Gold Cup 2017 Groep C № 52 «onderlinge duels» 19:00 uur (UTC−5) |         | Wedstrijdverslag | 22' Ángel Sepúlveda 90+1' Edson Álvarez | Alamodome, San Antonio Toeschouwers: 44.232 Scheidsrechter: Kimbel Ward (SKN) |

|                                                                        |                     |                  |                                   |                                                                                           |
| 10 oktober Vriendschappelijk № 53 «onderlinge duels» 17:00 uur (UTC+1) | Qatar               | 1 – 2            | Curaçao                           | Jassim Bin Hamadstadion, Doha Toeschouwers: 100 Scheidsrechter: Mahmood Al Majarafi (QAT) |
| 10 oktober Vriendschappelijk № 53 «onderlinge duels» 17:00 uur (UTC+1) | Hasan Al-Haidos 28' | Wedstrijdverslag | 36' Leandro Bacuna 70' Elson Hooi | Jassim Bin Hamadstadion, Doha Toeschouwers: 100 Scheidsrechter: Mahmood Al Majarafi (QAT) |

## FIFA-wereldranglijst
| JAN | FEB | MAR | APR | MEI | JUN | JUL | AUG | SEP | OKT | NOV | DEC |
| --- | --- | --- | --- | --- | --- | --- | --- | --- | --- | --- | --- |
| 75  | 73  | 74  | 70  | 70  | 70  | 68  | 86  | 86  | 89  | 84  | 83  |

## Statistieken
| Eloy Room              | 1989-02-06 | Vitesse                 | 9 | 0 | 0 | 20 | 0 |
| Jairzinho Pieter       | 1987-11-11 | RKSV Centro Dominguito  | 0 | 1 | 0 | 12 | 0 |
| Verdediging            |            |                         |   |   |   |    |   |
| Darryl Lachman         | 1989-11-11 | Willem II               | 8 | 0 | 0 | 19 | 1 |
| Cuco Martina           | 1989-09-25 | Southampton             | 7 | 0 | 0 | 35 | 0 |
| Gillian Justiana       | 1991-03-05 | Helmond Sport           | 6 | 1 | 0 | 16 | 0 |
| Quentin Jakoba         | 1987-12-19 | Kozakken Boys           | 6 | 0 | 0 | 8  | 0 |
| Shanon Carmelia        | 1989-03-20 | VV IJsselmeervogels     | 5 | 1 | 0 | 32 | 2 |
| Dustley Mulder         | 1985-01-27 | Geen club               | 4 | 2 | 0 | 19 | 0 |
| Ayrton Statie          | 1994-07-22 | FC Oss                  | 3 | 1 | 0 | 7  | 0 |
| Juriën Gaari           | 1993-12-23 | Kozakken Boys           | 1 | 3 | 0 | 6  | 0 |
| Suently Alberto        | 1996-06-09 | NEC                     | 1 | 0 | 0 | 1  | 0 |
| Doriano Kortstam       | 1994-07-07 | Achilles '29            | 0 | 2 | 0 | 3  | 0 |
| Middenveld             |            |                         |   |   |   |    |   |
| Leandro Bacuna         | 1991-08-21 | Aston Villa FC          | 9 | 0 | 1 | 15 | 5 |
| Gevaro Nepomuceno      | 1992-11-10 | Marítimo                | 9 | 0 | 1 | 31 | 4 |
| Elson Hooi             | 1991-10-01 | Vendsyssel FF           | 6 | 3 | 3 | 13 | 3 |
| Jeremy de Nooijer      | 1992-03-15 | Levski Sofia            | 2 | 1 | 0 | 9  | 0 |
| Kemy Agustien          | 1986-08-20 | Global Cebu             | 1 | 1 | 0 | 13 | 0 |
| Ashar Bernardus        | 1985-12-21 | RKSV Centro Dominguito  | 0 | 2 | 0 | 12 | 0 |
| Aanval                 |            |                         |   |   |   |    |   |
| Jarchinio Antonia      | 1990-12-27 | Go Ahead Eagles         | 9 | 0 | 0 | 15 | 0 |
| Rangelo Janga          | 1992-04-16 | AS Trenčín              | 6 | 3 | 1 | 11 | 3 |
| Gino van Kessel        | 1993-03-09 | Slavia Praag            | 2 | 6 | 0 | 18 | 7 |
| Quenten Martinus       | 1991-03-07 | Yokohama F. Marinos     | 2 | 1 | 0 | 7  | 0 |
| Michaël Maria          | 1995-01-31 | SG Sonnenhof Großaspach | 1 | 3 | 0 | 13 | 0 |
| Charlison Benschop     | 1989-08-21 | Hannover 96             | 1 | 0 | 0 | 1  | 0 |
| Brandley Kuwas         | 1992-09-19 | Heracles Almelo         | 1 | 0 | 0 | 1  | 0 |
| Felitciano Zschusschen | 1992-01-24 | 1. FC Saarbrücken       | 0 | 4 | 1 | 14 | 9 |

FFK · A-internationals · Curaçaos vrouwenelftal · Olympisch elftal
2011 – 2019 ·
2020 – 2029
2011 · 
2012 · 
2013 · 
2014 · 
2015 ·
2016 ·
2017 ·
2018 ·
2019 ·
2020 ·
2021 ·
2022 ·
2023 ·
2024 ·
2025
Amerikaanse Maagdeneilanden ·
Antigua en Barbuda ·
Argentinië ·
Aruba ·
Bahrein ·
Barbados ·
Bolivia ·
Britse Maagdeneilanden ·
Canada ·
Colombia ·
Costa Rica ·
Cuba ·
Dominicaanse Republiek ·
El Salvador ·
Grenada ·
Guatemala ·
Guyana ·
Haïti ·
Honduras ·
India ·
Indonesië ·
Jamaica ·
Kazachstan ·
Mexico ·
Montserrat ·
Nieuw-Zeeland ·
Nicaragua ·
Panama ·
Puerto Rico ·
Qatar ·
Saint Kitts en Nevis ·
Saint Lucia ·
Saint Vincent en de Grenadines ·
Suriname ·
Trinidad en Tobago ·
Verenigde Staten ·
Vietnam